# Kryonik

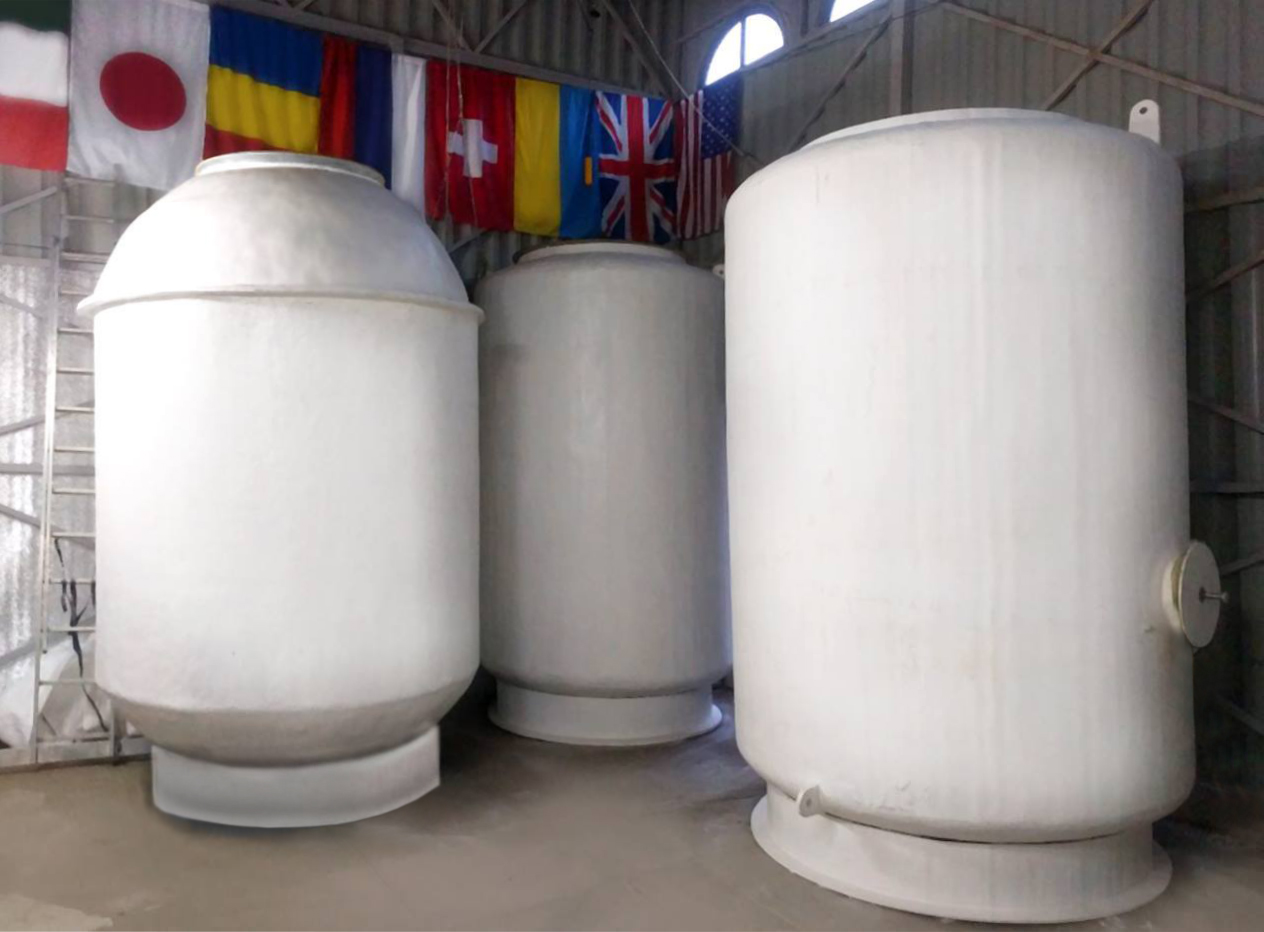
Behållare hos KrioRus.

Kryonik avser förvaring av en människa eller ett däggdjur i låg temperatur, vanligtvis −196 °C, med ambitionen att senare återställa vederbörande till normal temperatur vid god hälsa. Kryonik bygger på en vetenskaplig grund . Samtidigt är tekniken spekulativ och utan garantier för framgång. Encelliga organismer och vissa flercelliga organismer kan redan idag förvaras i låga temperaturer och återställas till god hälsa

## Historia
Den moderna rörelsen för kryobevaring började med att fysikläraren Robert Ettinger år 1962 publicerade boken The prospect of immortality. I boken konstateras att kemiska processer står närmast stilla vid låga temperaturer (se Arrhenius ekvation) och den argumenterar för att bevaring av biologisk vävnad i flytande kväve eller liknande medium därför skulle kunna utgöra en bro till framtiden. Fem år senare, år 1967, bevarades den första människan, psykologiprofessorn James Bedford, i flytande kväve. Idag finns Bedfords kropp hos Alcor Life Extension Foundation i Arizona, USA.
Under de första årtiondena användes enkla metoder för att kyla ned kropparna till −196 °C. Detta orsakade massiva frysskador hos de människor och djur som kryobevarades. Nuförtiden använder alla större kryonikorganisationer moderna protokoll för långsam nedkylning över dagar som nästan helt kan förhindra isbildning i hjärnan och kraftigt reducera isbildning i andra vävnader och organ. Detta sätt att kyla, som kallas vitrifikation, förutsätter att blodet ersätts med en vätska som stelnar vid låga temperaturer istället för att bilda iskristaller.

## Kryonik idag
År 2018 finns tre stora kryonikorganisationer som förvarar kryobevarade människor och djur: Alcor, Cryonics Institute och KrioRus.[källa behövs] Därtill finns två organisationer, Cryonics UK och Suspended Animation, som förbereder kroppar för kryobevaring men som inte själv erbjuder egen förvaring.
Kostnaden för kryobevaring varierar beroende på vilka organisationer som är inblandade, hur omfattande förberedelserna är och vad som ska bevaras. En lösning för människor med Cryonics Institute och Cryonics UK som inkluderar förberedelse av kroppen och transport av kroppen på torris från Sverige till Cryonics Institutes lokaler i Michigan, USA, kostar drygt en halv miljon kronor. Yngre personer som har lösningar för kryobevaring finansierar vanligtvis dessa med en livförsäkring. 
Svenska Kryonikföreningen organiserar och erbjuder rådgivning till personer som är intresserade av kryonik och/eller vill kryopreservera sig själva eller ett husdjur.[källa behövs].

## Kända patienter

### Kryonikpatienter
Ett urval av personer som nu är kryopreserverade:
- FM-2030, författare, lärare, transhumanistisk filosof och idrottsman. (2000)[4]
- Marvin Minsky, forskare inom kognitionsvetenskap och artificiell intelligens. (2016)
- Hal Finney, Bitcoin-pionjär och programmerare. (2014)[5]
- Robert Ettinger, författare som betraktas som kryonikens fader. (2011)

### Framtida kryonikpatienter
Ett urval av personer som har arrangerat för att efter att de dör bli kryopreserverade:
- Peter Thiel, entreprenör, riskkapitalist, samhällsdebattör och miljardär.[6]
- Ray Kurzweil, uppfinnare och futurolog.[6]
- Larry King, programledare i TV och radio.
- Tim Urban, författare och bloggare. Skriver bloggen WaitButWhy.[7]
- Eliezer Yudkowsky, forskare inom artificiell intelligens samt författare.[8]
- Anders Sandberg, forskare, författare och datavetare.
- Robin Hanson, nationalekonom och författare.[9]
- Eric Drexler, ingenjör, författare och futurolog. Pionjär inom nanoteknik.[6]
- Max More, filosof och president för Alcor Life Extension Foundation.
- Natasha Vita-More, strategisk designer och författare.[10]
- Patri Friedman, libertariansk politisk aktivist samt sonson till Milton Friedman.[11]

Den tidigare Alcor presidenten Stephen Van Sickle har sagt att "en eller flera kända personer inom affärsvärlden har (i hemlighet) arrangerat för kryopreservering".